# Campeonato da Europa de Atletismo de 1950
A 4ª edição do Campeonato da Europa de Atletismo foi realizada de 23 a 27 de agosto de 1950 no Estádio Rei Balduíno, em Bruxelas, na Bélgica. Foram disputadas 34 provas com 454 atletas de 24 nacionalidades. 

## Medalhistas

### Masculino
| Evento                                                                   | Ouro                                                                                     | Ouro       | Prata                                                                        | Prata   | Bronze                                                                     | Bronze  |
| ------------------------------------------------------------------------ | ---------------------------------------------------------------------------------------- | ---------- | ---------------------------------------------------------------------------- | ------- | -------------------------------------------------------------------------- | ------- |
| 100 metros                                                               | Étienne Bally (FRA)                                                                      | 10.7       | Franco Leccese (ITA)                                                         | 10.7    | Vladimir Sukharev (URS)                                                    | 10.7    |
| 200 metros                                                               | Brian Shenton (GBR)                                                                      | 21.5       | Étienne Bally (FRA)                                                          | 21.8    | Jan Lammers (NED)                                                          | 22.1    |
| 400 metros                                                               | Derek Pugh (GBR)                                                                         | 47.3 CR    | Jacques Lunis (FRA)                                                          | 47.6    | Lars Wolfbrandt (SWE)                                                      | 47.9    |
| 800 metros                                                               | John Parlett (GBR)                                                                       | 1:50.5 CR  | Marcel Hansenne (FRA)                                                        | 1:50.7  | Roger Bannister (GBR)                                                      | 1:50.7  |
| 1 500 metros                                                             | Wim Slijkhuis (NED)                                                                      | 3:47.2 CR  | Patrick El Mabrouk (FRA)                                                     | 3:47.8  | Bill Nankeville (GBR)                                                      | 3:48.0  |
| 5 000 metros                                                             | Emil Zátopek (TCH)                                                                       | 14:03.0 CR | Alain Mimoun (FRA)                                                           | 14:26.0 | Gaston Reiff (BEL)                                                         | 14:26.2 |
| 10 000 metros                                                            | Emil Zátopek (TCH)                                                                       | 29:12.0 CR | Alain Mimoun (FRA)                                                           | 30:21.0 | Väinö Koskela (FIN)                                                        | 30:30.8 |
| Maratona                                                                 | Jack Holden (GBR)                                                                        | 2:32:13 CR | Veikko Karvonen (FIN)                                                        | 2:32:45 | Fedosiy Vanin (URS)                                                        | 2:33:47 |
| 110 metros barreiras                                                     | André-Jacques Marie (FRA)                                                                | 14.6       | Ragnar Lundberg (SWE)                                                        | 14.7    | Peter Hildreth (GBR)                                                       | 15.0    |
| 400 metros barreiras                                                     | Armando Filiput (ITA)                                                                    | 51.9 CR    | Yuriy Lituyev (URS)                                                          | 52.4    | Harry Whittle (GBR)                                                        | 52.7    |
| 3 000 metros obstáculos                                                  | Jindřich Roudný (TCH)                                                                    | 9:05.4     | Petar Šegedin (YUG)                                                          | 9:07.4  | Erik Blomster (FIN)                                                        | 9:08.8  |
| 10 km marcha                                                             | Fritz Schwab (SUI)                                                                       | 46:01.8 CR | Emile Maggi (FRA)                                                            | 46:16.8 | John Mikaelsson (SWE)                                                      | 46:48.2 |
| 50 km marcha                                                             | Pino Dordoni (ITA)                                                                       | 4:40:43    | John Ljunggren (SWE)                                                         | 4:43:25 | Verner Ljunggren (SWE)                                                     | 4:49:28 |
| 4×100 metros estafetas                                                   | União Soviética · Vladimir Sukharev · Levan Kalyayev · Levan Sanadze · Nikolay Karakulov | 41.5       | França · Étienne Bally · Jacques Perlot · Yves Camus · Jean-Pierre Guillon   | 41.8    | Suécia · Göte Kjellberg · Leif Christersson · Stig Danielsson · Hans Rydén | 41.9    |
| 4×400 metros estafetas                                                   | Reino Unido · Martin Pike · Leslie Lewis · Angus Scott · Derek Pugh                      | 3:10.2 CR  | Itália · Baldasare Porto · Armando Filiput · Luigi Paterlini · Antonio Siddi | 3:11.0  | Suécia · Gösta Brännström · Tage Ekfeldt · Rune Larsson · Lars Wolfbrandt  | 3:11.6  |
| Salto em altura                                                          | Alan Paterson (GBR)                                                                      | 1.96       | Arne Åhman (SWE)                                                             | 1.93    | Claude Bénard (FRA)                                                        | 1.93    |
| Salto em comprimento                                                     | Torfi Bryngeirsson (ISL)                                                                 | 7.32       | Gerard Wessels (NED)                                                         | 7.22    | Jaroslav Fikejz (TCH)                                                      | 7.20    |
| Salto com vara                                                           | Ragnar Lundberg (SWE)                                                                    | 4.30 CR    | Valto Olenius (FIN)                                                          | 4.25    | Juho Piironen (FIN)                                                        | 4.25    |
| Triplo salto                                                             | Leonid Shcherbakov (URS)                                                                 | 15.39 CR   | Valdemar Rautio (FIN)                                                        | 14.96   | Ruhi Sarıalp (TUR)                                                         | 14.53   |
| Lançamento do peso                                                       | Gunnar Huseby (ISL)                                                                      | 16.74 CR   | Angiolo Profeti (ITA)                                                        | 15.16   | Oto Grigalka (URS)                                                         | 15.14   |
| Lançamento do disco                                                      | Adolfo Consolini (ITA)                                                                   | 53.75 CR   | Giuseppe Tosi (ITA)                                                          | 52.31   | Olli Partanen (FIN)                                                        | 48.69   |
| Lançamento do dardo                                                      | Toivo Hyytiäinen (FIN)                                                                   | 71.26      | Per-Arne Berglund (SWE)                                                      | 70.06   | Ragnar Ericzon (SWE)                                                       | 69.82   |
| Lançamento do martelo                                                    | Sverre Strandli (NOR)                                                                    | 55.71      | Teseo Taddia (ITA)                                                           | 54.73   | Jirí Dadák (TCH)                                                           | 53.64   |
| Decatlo                                                                  | Ignace Heinrich (FRA)                                                                    | 7364 CR    | Örn Clausen (ISL)                                                            | 7297    | Kjell Tånnander (SWE)                                                      | 7175    |
| WR - recorde mundial; ER - recorde europeu; CR - recorde dos campeonatos |                                                                                          |            |                                                                              |         |                                                                            |         |

### Feminino
| Evento                                             | Ouro                                                                    | Ouro     | Prata                                                                                    | Prata | Bronze                                                                                  | Bronze |
| -------------------------------------------------- | ----------------------------------------------------------------------- | -------- | ---------------------------------------------------------------------------------------- | ----- | --------------------------------------------------------------------------------------- | ------ |
| 100 metros                                         | Fanny Blankers-Koen (NED)                                               | 11.7 CR  | Yevgeniya Sechenova (URS)                                                                | 12.3  | June Foulds (GBR)                                                                       | 12.4   |
| 200 metros                                         | Fanny Blankers-Koen (NED)                                               | 24.0     | Yevgeniya Sechenova (URS)                                                                | 24.8  | Dorothy Hall (GBR)                                                                      | 25.0   |
| 80 metros barreiras                                | Fanny Blankers-Koen (NED)                                               | 11.1 CR  | Maureen Gardner (GBR)                                                                    | 11.6  | Micheline Ostermeyer (FRA)                                                              | 11.7   |
| 4×100 metros estafetas                             | Reino Unido · Elspeth Hay · Jean Desforges · Dorothy Hall · June Foulds | 47.4     | Países Baixos · Xenia Stad-de Jong · Bertha Brouwer · Gré de Jongh · Fanny Blankers-Koen | 47.4  | União Soviética · Elene Gokieli · Sofya Malshina · Zoya Dukhovich · Yevgeniya Sechenova | 47.5   |
| Salto em altura                                    | Sheila Lerwill (GBR)                                                    | 1.63     | Dorothy Tyler-Odam (GBR)                                                                 | 1.63  | Galina Ganeker (URS)                                                                    | 1.63   |
| Salto em comprimento                               | Valentina Bogdanova (URS)                                               | 5.82     | Wilhelmine Lust (NED)                                                                    | 5.63  | Maire Osterdahl (FIN)                                                                   | 5.57   |
| Lançamento do peso                                 | Anna Andreyeva (URS)                                                    | 14.32 CR | Klavdiya Tochenova (URS)                                                                 | 13.92 | Micheline Ostermeyer (FRA)                                                              | 13.37  |
| Lançamento do disco                                | Nina Dumbadze (URS)                                                     | 48.03 CR | Rimma Shumskaya (URS)                                                                    | 42.25 | Edera Cordiale (ITA)                                                                    | 41.57  |
| Lançamento do dardo                                | Natalya Smirnitskaya (URS)                                              | 47.55 CR | Herma Bauma (AUT)                                                                        | 43.87 | Galina Zybina (URS)                                                                     | 42.75  |
| Pentatlo                                           | Arlette Ben Hamo (FRA)                                                  | 3204     | Bertha Crowther (GBR)                                                                    | 3048  | Olga Modrachová (TCH)                                                                   | 3026   |
| WR - recorde mundial; CR - recorde dos campeonatos |                                                                         |          |                                                                                          |       |                                                                                         |        |

## Quadro de medalhas
| Ordem | País            | Medalha de ouro | Medalha de prata | Medalha de bronze | Total |
| ----- | --------------- | --------------- | ---------------- | ----------------- | ----- |
| 1     | Reino Unido     | 8               | 3                | 6                 | 17    |
| 2     | União Soviética | 6               | 5                | 5                 | 16    |
| 3     | França          | 4               | 8                | 3                 | 15    |
| 4     | Países Baixos   | 4               | 3                | 2                 | 9     |
| 5     | Itália          | 3               | 5                | 1                 | 9     |
| 6     | Tchecoslováquia | 3               | 0                | 3                 | 6     |
| 7     | Islândia        | 2               | 1                | 0                 | 3     |
| 8     | Suécia          | 1               | 4                | 7                 | 12    |
| 9     | Finlândia       | 1               | 3                | 5                 | 9     |
| 10=   | Noruega         | 1               | 0                | 0                 | 1     |
| 10=   | Suíça           | 1               | 0                | 0                 | 1     |
| 12=   | Áustria         | 0               | 1                | 0                 | 1     |
| 12=   | Iugoslávia      | 0               | 1                | 0                 | 1     |
| 14=   | Bélgica         | 0               | 0                | 1                 | 1     |
| 14=   | Turquia         | 0               | 0                | 1                 | 1     |

## Participantes
De acordo com uma contagem não oficial, 454 atletas de 21 países participaram do evento, de acordo com o número oficial de atletas, mas três países a menos do que o número oficial de 24 países. 
| - Áustria (11) - Bélgica (48) - Checoslováquia (15) - Dinamarca (10) - Finlândia (20) - França (56) | - Grécia (12) - Islândia (10) - Itália (33) - Luxemburgo (5) - Países Baixos (21) | - Noruega (17) - Polónia (3) - Portugal (3) - União Soviética (34) - Espanha (2) | - Suécia (38) - Suíça (19) - Turquia (10) - Reino Unido (48) - Iugoslávia (39) |